# ببغاء الأمازون أحمر التاج
ببغاء الأمازون أحمر التاج (Amazona viridigenalis)، المعروف أيضًا باسم الببغاء أحمر التاج أو ببغاء الأمازون أخضر الخدين أو الببغاء المكسيكي أحمر الرأس، هو نوع من ببغاوات الأمازون المهددة بالانقراض، يتواجد بشكل طبيعي في شمال شرق المكسيك وربما في جنوب تكساس في الولايات المتحدة. قدرت دراسة أجريت عام 1994 أن عدد الأفراد البالغين في البرية يتراوح بين 2000 و4300 فرد؛ وتعتبره القائمة الحمراء للاتحاد الدولي لحفظ الطبيعة نوعًا مهددًا عالميًا مع انخفاض في أعداده.
تتمثل التهديدات الرئيسية لبقاء هذا الطائر الأصلي في التصدير غير القانوني للببغاوات من المكسيك إلى الولايات المتحدة لأغراض التجارة كحيوانات أليفة، بالإضافة إلى تدمير موطنه الطبيعي المتمثل في الغابات المنخفضة في شمال شرق المكسيك.

## الوصف
يتميز ببغاء الأمازون ذو التاج الأحمر بلون أخضر يغطي معظم جسمه، مع جبهة وتاج أحمرين لامعين وخط أزرق داكن خلف العينين، بينما تبدو الخدود بلون أخضر فاتح. من المعتاد ظهور بقع حمراء وزرقاء تحت الأجنحة، كما قد تنتهي أطراف الذيل بلون أصفر فاتح. تحيط عينيه حلقة بيضاء بارزة.
تتدرج ألوان قزحية العين بين الأصفر الزاهي والأحمر الداكن، في حين تكون عيون الفراخ رمادية اللون حتى تصل إلى مرحلة النضج. أما المنقار والمنطقة حوله فعادة ما يكونان بلون قرني، وقد تظهر عليهما أحيانًا ظلال سوداء. الأرجل تتراوح بين البيج والرمادي.
يبلغ طول هذا الطائر من طرف منقاره إلى نهاية ذيله حوالي 28 إلى 33 سم (11 إلى 13 بوصة)، بينما يمتد طول جناحيه بين 38 و41 سم (15 إلى 16 بوصة).
غالبية ببغاوات الأمازون ليست مثنوية الشكل الجنسية (أي لا تظهر اختلافات جسدية بين الذكر والأنثى)، باستثناء الأمازون أبيض الجبهة Amazona albifrons، والأمازون أصفر الحافة Amazona xantholora، والأمازون أزرق الجبهة Amazona aestiva، لذا يتم تحديد الجنس بدقة عبر الفحوص الجينية. يبلغ متوسط وزن هذا النوع حوالي 270 جرامًا (9.5 أونصات).